# Родна кућа Новака Радонића
Родна кућа Новака Радонића се налази на локацији Мол, Иве Лоле Рибара бр. 5. Кућа је представљала културно добро од великог значаја, све до 2006. године, када је срушена.

## Историја
Кућа је зидана почетком XIX века. Овде је 1826. године рођен сликар и писац Новак Радонић. Кућа је срушена 2006 године.

## Изглед куће
Кућа је била подигнута као приземна грађевина, са главном фасадом завршеном са карактеристичним калканом, на коју се наставља висока зидана ограда, иза које је двориште са пратећим објектима амбаром и вајатом.